# Cassida pannonica
Cassida pannonica — жук подсемейства щитовок из семейства листоедов.

## Распространение
Встречается с Восточной и Юго-восточной Европы на запад в Западную Францию, а также в Турции, Израиле, Сирии, Казахстане и Узбекистане.

## Экология и местообитания
Кормовые растения — астровые (Asteraceae): василёк луговой (Centaurea jacea), кентаврия паникулята (Centaurea paniculata), артишок (Cynara scolymus), аистник (Erodium) и наголоватка рыхлая (Jurinea laxa).